# Nagydém
Nagydém község Veszprém vármegyében, a Pápai járásban.

## Fekvése
A község Veszprém vármegye északkeleti szélén a Sokorói-dombság déli nyúlványain, a Sokorói-Bakony-ér partján fekszik. Közigazgatási területe érintkezik Győr-Moson-Sopron vármegye határával, illetve a Bakony hegység délnyugati részével is határos. Az enyhe lankák, az alacsony dombok, és sekély völgyek változatos látványt nyújtanak.
Megközelítése nehézkes, mert vasútállomása nincs, és az autóbuszjáratok is ritkák. Közúton két irányból juthatunk el a településre: vagy a Pápa-Kisbér közötti országúton (a 832-es főúton), Bakonytamási és Gic között lekanyarodva a 83 121-es mellékútra, vagy Téttől induló 8306-os útról Lovászpatonán letérve, ugyanerre a 83 121-es útra.
A település belterületét más útvonal nem érinti, de messze északra a falu központjától, egy rövid szakaszon Nagydém (és Sokorópátka) határvonalán halad a Gic és Győr-Ménfőcsanak között húzódó 8309-es út is.

## Története

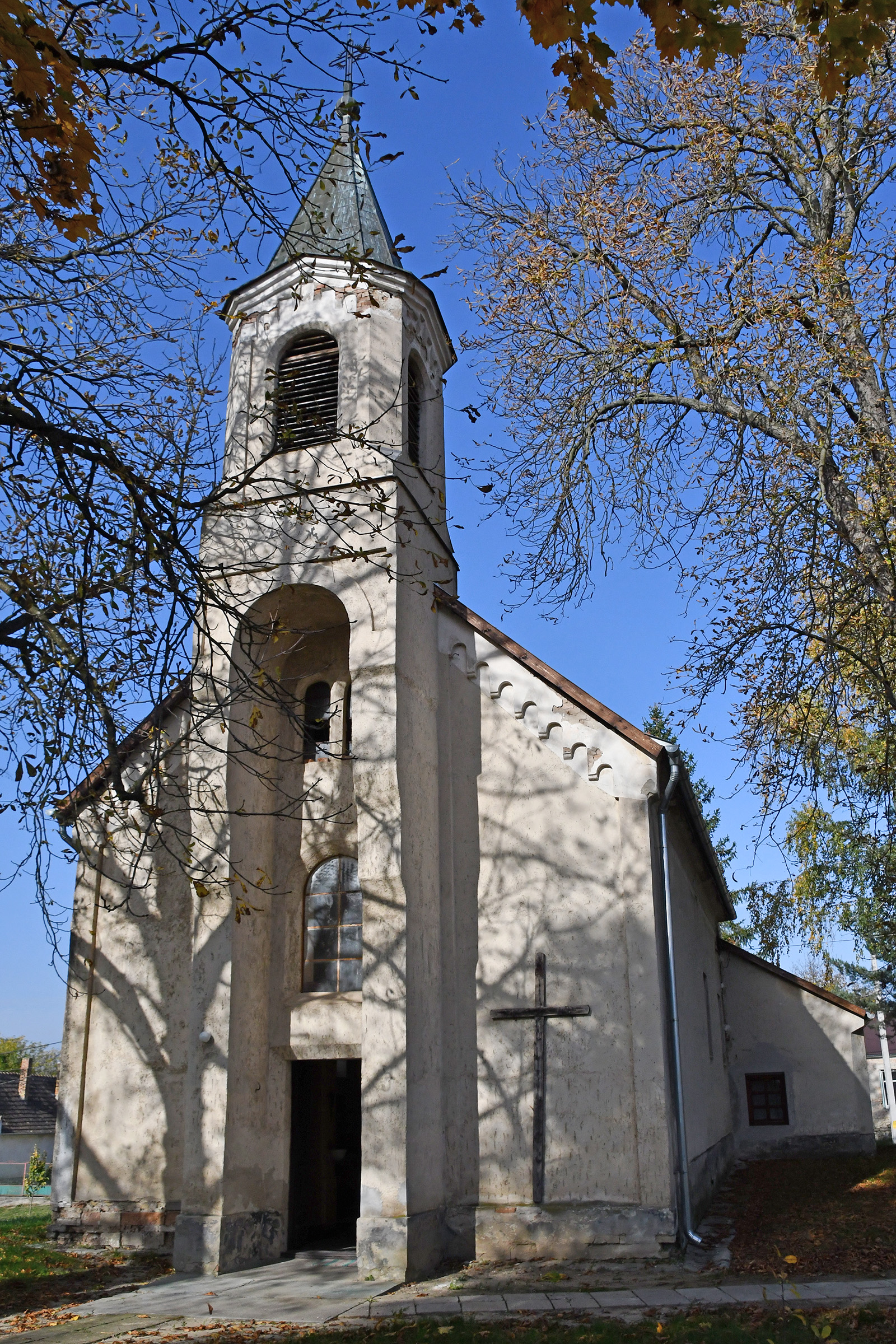
Római katolikus templom

Nagydém és környéke ősidők óta lakott helynek számit, az itt talált bronzkori, kora vaskori régészeti leletek alapján.
Az első rendelkezésre álló írásos emlékek 1333-ban Nagdeem néven említik. 1554-ben lakatlan, s amit újra 1761-ben népesítenek be. Iskoláját 1771 óta jegyzik. A római katolikus templomát a hívek 1786-ban építették fel. A legrégebbi egyházi anyakönyvben a falu megnevezése Nagy-Dém. Az evangélikus templomot Nagydém-Hathalompuszta birtokosa építtette 1830-ban. 1857-ben Ihász János földbirtokos a tornyát feljebb emeltette.
Az 1848-as szabadságharcban Németh József tanító nemzetőr tiszt volt. Ihász Dániel honvéd ezredes tiszteletére 1990. szeptember 29-én emlékoszlopot emeltetett  a falu Honismereti Köre.
Több kiváló ember született a faluban. Például Soó Mihály kanonok keszthelyi tanár és író.
Az első világháborús emlékművet közadakozásból emeltette a falu lakossága. A népességszámhoz viszonyítva sok halottja volt. 1951–1971-ig önálló közigazgatással rendelkezett. 1945 előtt a településen bíróság is volt, ami a helyi kisebb ügyek eldöntésére volt hivatott.

### A közelmúlt története
A termelőszövetkezet 1959-ben alakult meg. Pár év múlva egyesült a Bakonytamásival. Később Pápateszér és Csót is csatlakozott csóti központtal. Már 1939 óta ismert volt, hogy Közép-répáspusztán időszámítás előtti 16-15. században az itt élt nép ide temetkezett. 1991–1992-ben feltárást végeztek, ami eredménnyel járt, annak ellenére, hogy a sírokat kirabolták.
Az 1990-es önkormányzati választások óta ismét önálló a község. Az infrastrukturális szolgáltatások közül vezetékes ivóvízzel, vezetékes gázzal, valamint kábeltelevízió hálózattal rendelkezik a település. A régi, sáros utakat portalanították. A gyermekek Lovászpatonára járnak iskolába, de 1996 óta a napközis óvoda helyben működik az önkormányzattal közös épületben.
A második világháborús emlékművet 1989-ben avatták fel, ezzel súlyos adósságot róttak le  az elesettekkel szemben. Szintén közadakozásból épült fel.
A háziorvos a szomszédos Lovászpatonáról jár át. Önálló pappal rendelkezik, ezzel is kifejezve élni akarását. 1997-ben címert és zászlót szenteltetett, ezzel is kifejezve önállóságát, mert hosszú időn keresztül sorsa más községekhez kötődött.

## Közélete

### Polgármesterei
- 1990–1994: Marics Lajos (független)[3]
- 1994–1998: Kiss Gyula (független)[4]
- 1998–2002: Kiss Gyula (független)[5]
- 2002–2005: Kiss Gyula (független)[6]
- 2006–2006: Marics Lajos (független)[7]
- 2006–2010: Marics Lajos (független)[8]
- 2010–2014: Marics Lajos (független)[9]
- 2014–2019: Marics Lajos (független)[10]
- 2019–2024: Kálmán Andrea (független)[11]
- 2024– : Kálmán Andrea (független)[1]

A településen 2006. március 19-én időközi polgármester-választást tartottak, az előző polgármester halála miatt.

## Népesség
A település népességének változása:
| Lakosok száma | 347  | 355  | 355  | 334  | 344  | 352  | 338  |
|               | 2013 | 2014 | 2015 | 2021 | 2022 | 2023 | 2024 |

A 2011-es népszámlálás során a lakosok 95,2%-a magyarnak, 0,3% németnek, 6,5% cigánynak, 0,3% románnak mondta magát (4,5% nem nyilatkozott; a kettős identitások miatt a végösszeg nagyobb lehet 100%-nál). A vallási megoszlás a következő volt: római katolikus 68,4%, református 2,5%, evangélikus 14,4%, felekezeten kívüli 5,9% (8,8% nem nyilatkozott).
2022-ben a lakosság 94,2%-a vallotta magát magyarnak, 2% cigánynak, 0,6% bolgárnak, 0,6% németnek, 0,3% görögnek, 0,3% szlováknak, 0,9% egyéb, nem hazai nemzetiségűnek (5,5% nem nyilatkozott; a kettős identitások miatt a végösszeg nagyobb lehet 100%-nál). Vallásuk szerint 37,5% volt római katolikus, 9,9% evangélikus, 0,9% református, 1,7% egyéb katolikus, 6,7% felekezeten kívüli (43,3% nem válaszolt).

## Nevezetességei

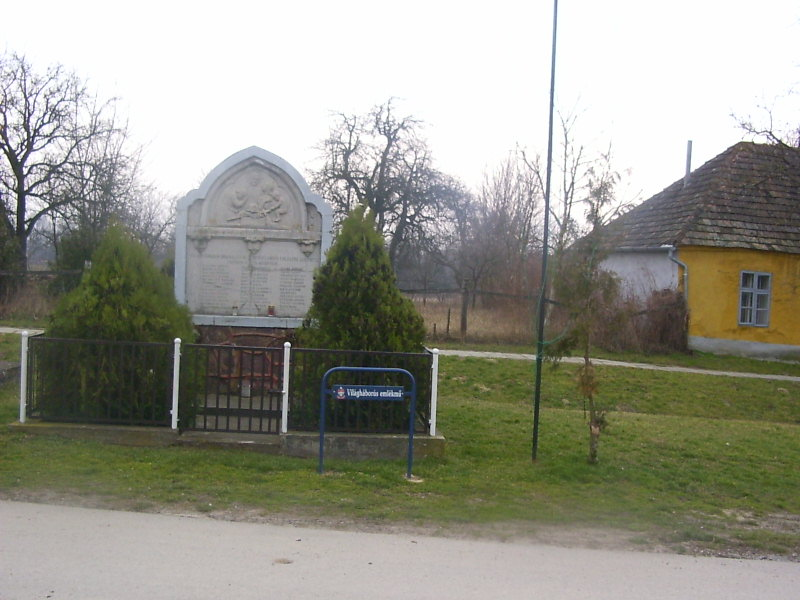
Világháborús emlékmű

- I. és II. világháborús emlékmű (a  községházával szemben),
- Római katolikus templom. A templom elődje az 1231-ben Szent Miklós tiszteletére emeltetett kápolna. Pusztulásának időpontját nem ismerjük. Az újranépesült falu 1726-ban egy 21×8 méter alapterületű templomot épít a régi kápolna maradványaira, Szűz Mária tiszteletére, majd az 1800-as én elején a Kürthy család jószívűségéből iskolának való házat adományoz, melyben megkezdődik a tanítás. A templom felújítása 1883-ban kerül sor, 1884-ben toronnyal látják el.
- Evangélikus templom
- Ihász Dániel emlékoszlop (az evangélikus templomkertben),
- Ihász Lajos ev. lelkész síremléke (a Hathalmi temetőben).

### Híres emberek
- Itt született 1813. október 17-én Ihász Dániel honvédezredes, az olaszországi magyar légió parancsnoka.
- Itt született 1927. július 14-én Káldy-Nagy Gyula turkológusprofesszor

## Népmonda
- Vörös barátok mondája.

## Külső hivatkozások
- https://web.archive.org/web/20070831045418/http://www.ekmk.hu/emlekhely/Emlekhelyek/h_125001.html#004
- http://www.digitalcity.hu/digitalcity/entity/entityMapByCatalogue.jsp?dom=AAAABIOO&prt=AAAAUPPJ&egd=AAAABWTV&efm=AAAAUFBM
- https://web.archive.org/web/20070926231946/http://mindentudo.veszprem.hu/ru/htm/nagydem.htm

## Képtár

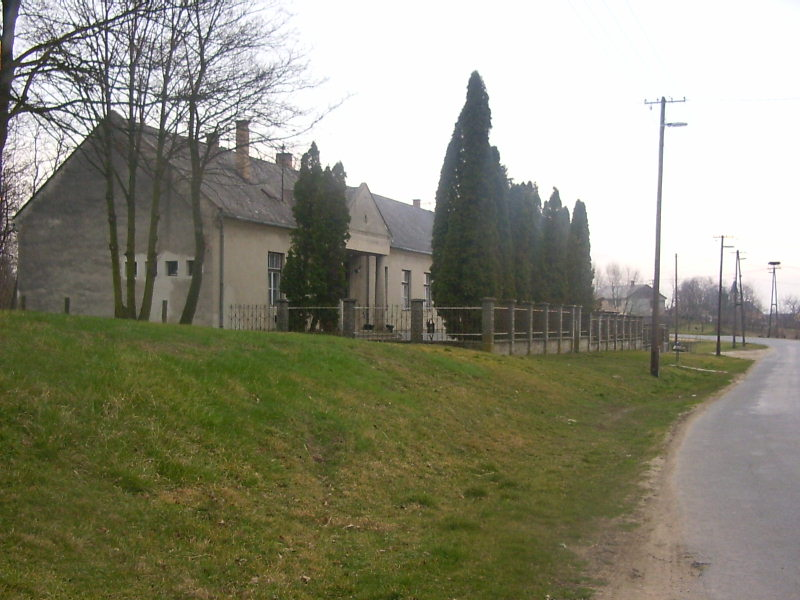
A művelődési ház
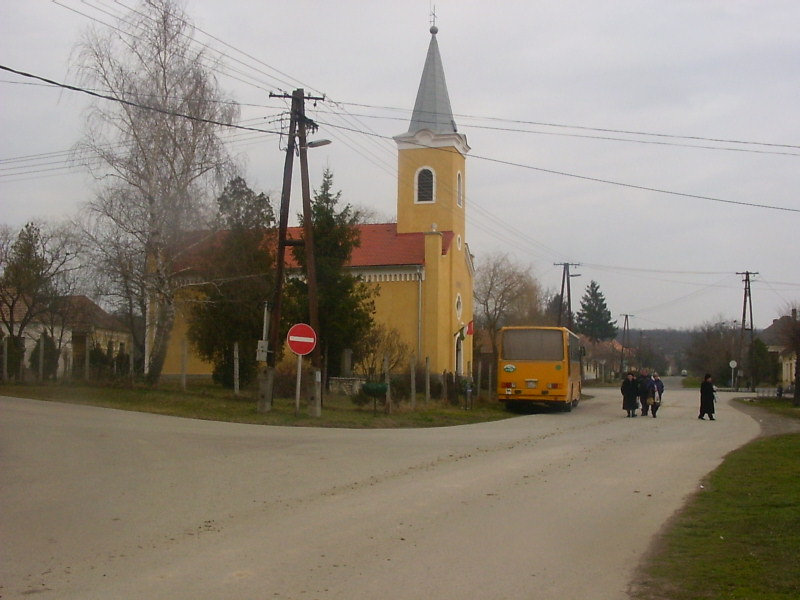
Az evangélikus templom